# Riflesso barocettivo
Il riflesso barocettivo o baroriflesso è uno dei meccanismi omeostatici del corpo che aiuta a mantenere la pressione sanguigna a livelli pressoché costanti. Il baroriflesso fornisce un feedback negativo rapido in cui un'elevata pressione sanguigna causa una diminuzione della frequenza cardiaca e anche una diminuzione della pressione sanguigna. Una diminuzione della pressione sanguigna riduce l'attivazione del baroriflesso e aumenta la frequenza cardiaca e ripristina i livelli di pressione sanguigna. Il baroriflesso realizza i propri effetti in meno tempo della durata di un ciclo cardiaco (frazioni di secondo) e quindi le regolazioni del baroriflesso sono fattori chiave nel trattare l'ipotensione posturale, la tendenza alla diminuzione della pressione arteriosa a causa della gravità.
Il sistema si basa su neuroni specializzati, noti come barocettori, nell'arco aortico, nei seni carotidei e altrove per monitorare i cambiamenti della pressione sanguigna e trasmetterli al midollo allungato. I barocettori sono recettori elastici e rispondono allo stiramento indotto dalla pressione del vaso sanguigno in cui si trovano. I cambiamenti indotti dal riflesso barocettivo nella pressione sanguigna sono mediati da entrambi i rami del sistema nervoso autonomo: i nervi parasimpatici e simpatici. I barocettori sono attivi anche a pressioni sanguigne normali in modo che la loro attività informi il cervello sia degli aumenti sia della diminuzione della pressione sanguigna.
Il corpo contiene altri due sistemi più lenti per regolare la pressione sanguigna: il cuore rilascia il peptide natriuretico atriale quando la pressione sanguigna è troppo alta e i reni percepiscono e correggono la bassa pressione sanguigna con il sistema renina-angiotensina.

## Anatomia del riflesso
I barocettori sono presenti anche negli atri del cuore e della vena cava, ma i barocettori più sensibili si trovano nei seni carotidei e nell'arco aortico. Mentre gli assoni dei barocettori del seno carotideo viaggiano all'interno del nervo glossofaringeo (CN IX), gli assoni barocettori dell'arco aortico viaggiano all'interno del nervo vago (CN X). L'attività dei barocettori viaggia lungo questi nervi verso il sistema nervoso centrale per contattare i neuroni all'interno del nucleo del tratto solitario (NTS) nel tronco cerebrale. Le informazioni sui barocettori fluiscono da questi neuroni NTS a entrambi i neuroni parasimpatici e simpatici nel tronco cerebrale.
I neuroni NTS inviano fibre eccitatorie (glutamatergiche) al midollo ventro-laterale caudale (CVLM), attivando il CVLM. Il CVLM attivato invia quindi fibre inibitrici (GABAergic) al midollo ventrolaterale rostrale (RVLM), inibendo così il RVLM. Il RVLM è il principale regolatore del sistema nervoso simpatico, che invia fibre eccitatorie (glutamatergiche) ai neuroni pregangliari simpatici situati nel nucleo intermediolaterale del midollo spinale. Quindi, quando i barocettori vengono attivati (con un aumento della pressione sanguigna), l'NTS attiva il CVLM, che a sua volta inibisce il RVLM, diminuendo così l'attività del ramo simpatico del sistema nervoso autonomo, portando ad una relativa diminuzione della pressione sanguigna. Allo stesso modo, la bassa pressione arteriosa attiva meno i barocettori e causa un aumento del tono simpatico tramite "disinibizione" (meno inibizione, quindi attivazione) del RVLM. I bersagli cardiovascolari del sistema nervoso simpatico comprendono sia i vasi sanguigni che il cuore.
Anche a livelli di riposo della pressione arteriosa, la scarica del barocettore arterioso attiva i neuroni NTS. Alcuni di questi neuroni NTS sono tonicamente attivati da questa pressione sanguigna a riposo e quindi attivano le fibre eccitatorie al nucleo ambiguo e al nucleo dorsale del nervo vago per regolare il sistema nervoso parasimpatico. Questi neuroni parasimpatici inviano assoni al cuore e l'attività parasimpatica rallenta la pacificazione cardiaca e quindi la frequenza cardiaca. Questa attività parasimpatica è ulteriormente aumentata durante condizioni di pressione sanguigna elevata. Si noti che il sistema nervoso parasimpatico è diretto principalmente verso il cuore.

## Attivazione dei barocettori
I barocettori sono meccanorecettori sensibili allo stiramento. A basse pressioni, i barocettori diventano inattivi. Quando la pressione sanguigna aumenta, i seni carotideo e aortico sono ulteriormente distesi, con conseguente allungamento e, quindi, un maggior grado di attivazione dei barocettori. Alle normali pressioni sanguigne a riposo, molti barocettori stanno segnalando attivamente le informazioni sulla pressione arteriosa e il baroriflesso sta attivamente modulando l'attività autonomica. I barocettori attivi sparano i potenziali di azione ("picchi") più frequentemente. Maggiore è il tratto, più rapidamente i barocettori sparano i potenziali d'azione. Molti barorecettori individuali sono inattivi alle normali pressioni di riposo e si attivano solo quando viene superata la soglia di stiramento o pressione.
I potenziali d'azione dei barocettori vengono trasmessi al nucleo solitario, che utilizza la frequenza come misura della pressione sanguigna. L'attivazione aumentata del nucleo solitario inibisce il centro vasomotore e stimola i nuclei vagali. Il risultato finale dell'attivazione dei barocettori è l'inibizione del sistema nervoso simpatico e l'attivazione del sistema nervoso parasimpatico.
I rami simpatico e parasimpatico del sistema nervoso autonomo hanno effetti opposti sulla pressione sanguigna. L'attivazione simpatica porta ad un aumento della resistenza periferica totale e della gittata cardiaca attraverso una maggiore contrattilità del cuore, della frequenza cardiaca e della vasocostrizione arteriosa, che tende ad aumentare la pressione sanguigna. Viceversa, l'attivazione parasimpatica porta ad una diminuzione della gittata cardiaca attraverso la diminuzione della frequenza cardiaca, con conseguente tendenza ad abbassare la pressione sanguigna.
Accoppiando l'inibizione simpatica e l'attivazione parasimpatica, il baroriflesso massimizza la riduzione della pressione arteriosa. L'inibizione simpatica porta ad una diminuzione della resistenza periferica, mentre l'attivazione parasimpatica porta ad una diminuzione della frequenza cardiaca (bradicardia riflessa) e contrattilità. Gli effetti combinati ridurranno drasticamente la pressione sanguigna.
In modo simile, l'attivazione simpatica e l'inibizione parasimpatica consente al baroriflesso di elevare la pressione sanguigna. Durante l'attività fisica i barocettori dovrebbero intervenire subito e ridurre la frequenza, ma questo non è possibile a causa del resetting del riflesso barocettivo: in pratica si ha uno spostamento dell'attività del sistema barocettivo a pressioni e frequenze molto elevate e in questo modo non c'è una riduzione della pressione. I barocettori a riposo sono responsabili del riflesso barocettivo, che permette all'organismo di controllare la pressione arteriosa di battito in battito. 

## Set point e attivazione tonica
L'attivazione dei barocettori ha un effetto inibitorio sul simpatico. I neuroni simpatici determinano il rilascio di norepinefrina sui bersagli cardiovascolari. La noradrenalina costringe i vasi sanguigni ad aumentare la pressione sanguigna. Quando i barocettori vengono stirati (a causa di un aumento della pressione sanguigna) aumenta la loro frequenza di attivazione che a sua volta riduce la risposta simpatica con conseguente riduzione della noradrenalina e quindi della pressione sanguigna. Quando la pressione sanguigna è bassa, l'attivazione dei barocettori diminuisce e questo a sua volta provoca un aumento del flusso simpatico aumentato e un aumento del rilascio di norepinefrina sul cuore e sui vasi sanguigni, aumentando la pressione sanguigna.

## Effetto sulla variabilità della frequenza cardiaca
Il baroriflesso può essere responsabile di una parte della componente a bassa frequenza della variabilità della frequenza cardiaca, le cosiddette onde Mayer, a 0,1 Hz.

## Terapia di attivazione del riflesso barocettivo per il trattamento dell'ipertensione resistente

L'attivazione del baroriflesso è distinta dalla stimolazione vagale. Funziona attraverso un arto afferente che ha il duplice effetto di stimolare il deflusso vagale e di attenuare l'afflusso simpatico globale.

Il baroriflesso può essere usato clinicamente per trattare l'ipertensione. A partire dal 2018, ci sono stati 7 studi clinici.
Questi hanno dimostrato che la stimolazione dei barocettori da un dispositivo simile a un pacemaker abbassa la pressione sanguigna nelle persone con ipertensione resistente al trattamento.
La riduzione osservata della pressione arteriosa sistolica al follow-up disponibile più lungo è di 36 mmHg (359 pazienti). Nei primi 6 mesi la caduta media della pressione arteriosa è di 21 mmHg (307 pazienti). Per i pazienti in Europa, i dispositivi di terapia di attivazione baroriflessi hanno ricevuto il marchio CE per il trattamento dell'ipertensione resistente.

## Terapia di attivazione del riflesso barocettivo per il trattamento dell'insufficienza cardiaca
La capacità della terapia di attivazione del baroriflesso di ridurre l'attività del sistema nervoso simpatico suggerisce un potenziale nel trattamento dell'insufficienza cardiaca cronica, perché in questa condizione c'è spesso un'attivazione simpatica intensa e i pazienti con tale attivazione simpatica mostrano un rischio nettamente aumentato di aritmie fatali e morte.
Uno studio ha già dimostrato che la terapia di attivazione del baroriflesso migliora lo stato funzionale, la qualità della vita, la capacità di esercizio e il peptide natriuretico pro-cervello N-terminale.
Lo studio randomizzato controllato BeAT-HF è attualmente in corso negli Stati Uniti e in Europa per valutare gli effetti sui sintomi, la capacità di esercizio e i marcatori ematici di insufficienza cardiaca e continuerà a combattere la morbilità e la mortalità.